# Maribel Fernández
Maribel Fernández, (Ciudad de México, México, 9 de março de 1953), mais conhecida com o apelido de «La Pelangocha», é uma atriz mexicana, reconhecida pelos diversos filmes onde fez participações estrelares. Entre alguns dos que há participado estão El día de los albañiles, Y hacemos de... tocho morocho, Cascabel e Adiós lagunilla, adiós. Além do mais, também é lembrada por atuar em telenovelas como Mujeres engañadas, La fea más bella e Amores con trampa.

## Biografia
A atriz fez a primeira versão da Glória do seriado Chaves. Ela fez três episódios, e sua sucedida por Olivia Leiva (conhecida por fazer no mesmo seriado a Glória no episódio O dia internacional da Mulher. A atriz também trabalhou na novela La Fea Mas Bela em 2006. Em 2002, deu a vida à Marina, a babá de Silvana na novela Cómplices al rescate (Cúmplices de um Resgate, no Brasil).
Também participou em diversas outras telenovelas como Dos hogares, Mujeres engañadas e De pocas, pocas pulgas. Em 2015 participou da telenovela Amores con trampa onde interpretou a governanta da família Velasco-Bocelli.

## Filmografia

### Televisão
| Ano      | Título                         | Personagem                              | Notas                                            |
| -------- | ------------------------------ | --------------------------------------- | ------------------------------------------------ |
| 1972     | El Chapulín Colorado           | Esposa                                  | Episódio: "La fuga/El museo/El ladrón de comida" |
| 1972– 74 | El Chavo del Ocho              | Gloria                                  |                                                  |
| 1974     | Mundo de juguete               | Secretaria                              | Participação especial                            |
| 1975     | Mi secretaria                  | —                                       | Série de televisão                               |
| 1980     | Querer volar                   | Bárbara                                 | minissérie                                       |
| 1980     | No temas al amor               | Alicia                                  |                                                  |
| 1981     | Extraños caminos del amor      | Alicia                                  |                                                  |
| 1993     | Los parientes pobres           | Amalia de Zavala                        |                                                  |
| 1994     | Hasta que la muerte los separe | Elisa                                   | Série de televisão                               |
| 1994     | La risa en vacaciones 5        | Maribel                                 |                                                  |
| 1995     | La risa en vacaciones 6        | Maribel                                 |                                                  |
| 1996     | Tú y yo                        | Doña Graciela "Chela" Lopez Beristáin   |                                                  |
| 1997     | Salud, dinero y amor           | La Condesa                              |                                                  |
| 1998     | ¿Qué nos pasa?'                | —                                       | 6 episódios                                      |
| 1999– 00 | Mujeres engañadas              | Concepción "Concha" Chávez de Hernández |                                                  |
| 2000– 03 | Mujer, casos de la vida real   | Varias personagens                      | 10 episódios                                     |
| 2002     | Cómplices al rescate           | Macrina Bautista                        |                                                  |
| 2003     | De pocas, pocas pulgas         | Gladys                                  |                                                  |
| 2004     | Amar otra vez                  | Lucía "Lucy" Vidal                      |                                                  |
| 2004     | La Jaula                       | Doña Franca Garzón "Paquita"            | Episódio: "Los Big Tacos"                        |
| 2004     | Misión S.O.S. aventura y amor  | Ángeles                                 |                                                  |
| 2005     | Estudio 2                      | Gladys                                  | 4 episódios                                      |
| 2005     | Los perplejos                  | Herself                                 | Episódio: "Veintiuno"                            |
| 2006– 07 | La fea más bella               | Martha de Hurtado de Muñoz              |                                                  |
| 2007     | Tormenta en el paraíso         | Carmela de Trindad "Carmelita"          |                                                  |
| 2008     | Querida enemiga                | Olga                                    |                                                  |
| 2011– 12 | Dos hogares                    | Enriqueta "Queta" Pérez                 |                                                  |
| 2011– 14 | Como dice el dicho             | Yolanda                                 | 3 episódios                                      |
| 2013     | Corazón indomable              | Dominga                                 | Participação especial                            |
| 2015     | Amores con trampa              | Concepción Robles "Conchita"            |                                                  |

### Cinema
| Ano  | Título                    | Personagem            | Notas |
| ---- | ------------------------- | --------------------- | ----- |
| 1971 | Los campeones justicieros | Miss Jalisco          |       |
| 1971 | Papá en onda              |                       |       |
| 1971 | Los Beverly de Peralvillo | Paty, esposa de Paco  |       |
| 1972 | Mecánica nacional         | Jovem garota no grupo |       |
| 1973 | ¡Qué familia tan cotorra! | Paty, esposa de Paco  |       |
| 1974 | Presagio                  |                       |       |
| 1974 | Negro es un bello color   |                       |       |
| 1977 | El moro de Cumpas         |                       |       |

## Prêmios e Indicações

### Prêmio TVyNovelas
| Ano  | Categoria               | Programa                       | Resultado |
| ---- | ----------------------- | ------------------------------ | --------- |
| 1986 | Melhor atriz de comédia | La carabina de Ambrosio        | Venceu    |
| 1994 | Melhor atriz de comédia | Hasta que la muerte los separe | Venceu    |